# Fernando Ermigues
D. Fernando Ermigues (1180 -?) foi um nobre do Reino de Portugal e o 3.º Senhor de Albergaria título que obteve pelo casamento. 

## Relações familiares
Foi filho de Hermigo Mendes e de D. Sancha Pires de Bragança, filha de D. Pedro Fernandes de Bragança (1130 -?) e de D. Fruilhe Sanches de Celanova. Casou com Maria Pais de Delgado (1180 -?), Senhora e administradora de Albergaria, filha de Pero Pais (c.1155 -?), e neta de Paio Delgado, Primeiro Senhor de Albargaria; nascidos em Ponta Delgada, Açores. E quem tiveram:
1. Hermigo Fernandes,
2. Soeiro Fernandes (1220 -?) casou com Sancha Martins BuLhoes (1240 -?) filha de Domingos Martins de Bulhão (1220 -?) e de Aldonça Martins Xira,esta filha de ; Martim Xira e ALdonça Fernandes Brandao.